# Båtön (Kalixrivier)
Båtön is een relatief groot eiland in de monding van de Zweedse Kalixrivier. Het ronde eiland ligt ter hoogte van Nyborg en heeft geen oeververbinding. Het eiland heeft een oppervlakte van 1,25 km². Stroomafwaarts liggen nog een aantal kleinere eilanden in de schaduw van Båtön:
- Vestra Båtöholmen (ongeveer 4 hectare)
- östra Båtöholmen (ongeveer 5 hectare)
- Oxören (ongeveer 4 hectare)

en twee kleine eilandjes.
Geen der eilanden heeft een verbinding met de oevers.